# Omphale tempora
Omphale tempora är en stekelart som beskrevs av Christer Hansson 1997. Omphale tempora ingår i släktet Omphale och familjen finglanssteklar. Inga underarter finns listade i Catalogue of Life.